# Cerocida ducke
Cerocida ducke är en spindelart som beskrevs av Marques och Buckup 1989. Cerocida ducke ingår i släktet Cerocida och familjen klotspindlar. Inga underarter finns listade i Catalogue of Life.